# Otomatic
Otomatic ist ein Prototyp eines Flugabwehrpanzers, der von der italienischen Firma Oto Melara in den 1980er Jahren entwickelt wurde. Auf dem modifizierten Chassis der Panzerhaubitze Palmaria wurde eine Variante des Schiffgeschützes 76/62 Compact installiert. Der Panzer besitzt ein Suchradar zur Erfassung feindlicher Luftfahrzeuge und ein Feuerleitradar zur Lenkung der Flugabwehrkanone. Ziele in bis zu 6 km Entfernung können wirksam bekämpft werden.
Das italienische Heer erprobte das Waffensystem auf der Basis des OF-40-Chassis. Aus Kostengründen entschied es sich schließlich für den wesentlich weniger leistungsfähigen SIDAM 25.